# Zimowe Igrzyska Olimpijskie 1936

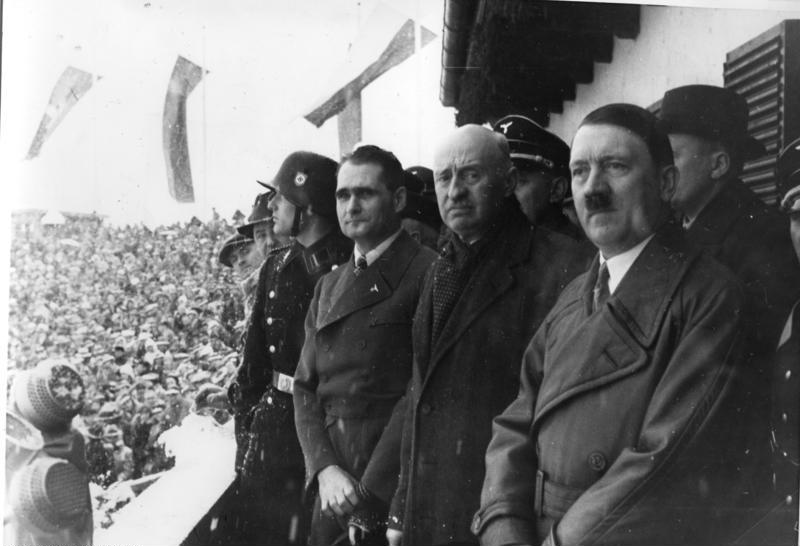
Uroczyste otwarcie Igrzysk 6 lutego 1936; od prawej: Führer III Rzeszy Adolf Hitler, przewodniczący MKOl hrabia de Baillet-Latour i zastępca Führera Rudolf Heß

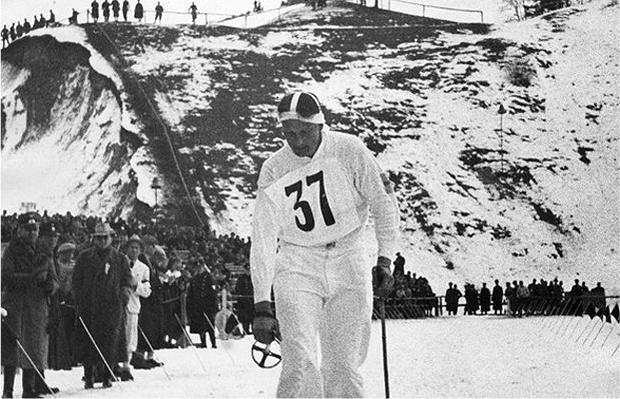
Elis Wiklund zdobył w Garmisch-Partenkirchen złoty medal w biegu narciarskim na 50 km

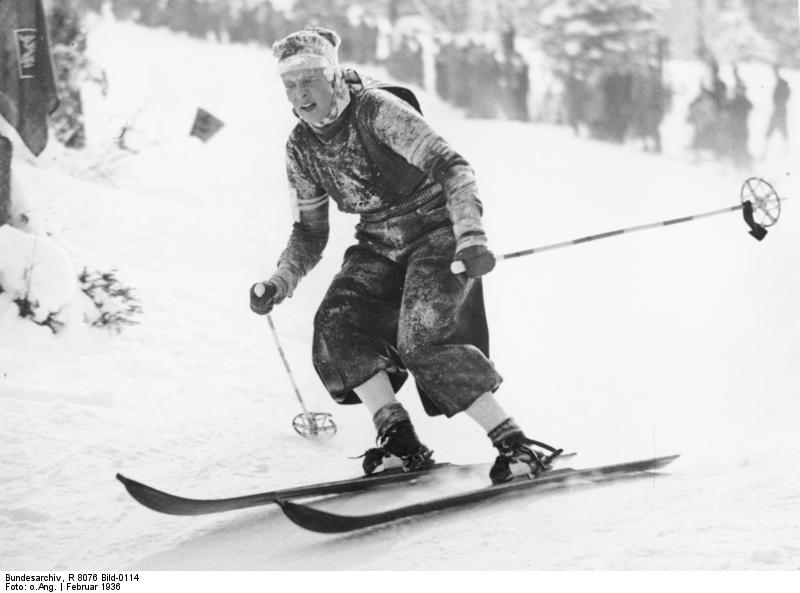
Narciarstwo alpejskie kobiet, na zdjęciu Jeanette Kessler (Wlk. Brytania)

IV Zimowe Igrzyska Olimpijskie odbyły się w niemieckiej miejscowości Garmisch-Partenkirchen w 1936. Startowało 646 zawodników (w tym 80 kobiet) z 28 krajów. Uroczystego otwarcia dokonał Adolf Hitler. Na igrzyskach w Garmisch-Partenkirchen pojawiło się 6 debiutantów: Australia, Bułgaria, Grecja, Liechtenstein, Hiszpania i Turcja.

## Dyscypliny olimpijskie
- bobsleje
- curling bawarski (niemiecka odmiana curlingu, sport pokazowy)
- hokej na lodzie
- łyżwiarstwo
  - łyżwiarstwo figurowe
  - łyżwiarstwo szybkie
- narciarstwo
  - narciarstwo alpejskie (sport debiutujący)
  - narciarstwo klasyczne
    - biegi narciarskie
    - skoki narciarskie
    - kombinacja norweska
- patrol wojskowy (prekursor biathlonu, dyscyplina pokazowa)

## Państwa uczestniczące
| - Australia - Austria - Belgia - Bułgaria - Czechosłowacja - Estonia - Finlandia - Francja - Grecja - Hiszpania - Holandia - Japonia - Jugosławia - Kanada |  | - Liechtenstein - Luksemburg - Łotwa - III Rzesza - Norwegia - Polska - Rumunia - Stany Zjednoczone - Szwajcaria - Szwecja - Turcja - Węgry - Wielka Brytania - Włochy |

## Wyniki
| - biegi narciarskie - bobsleje - hokej na lodzie - kombinacja norweska |  | - łyżwiarstwo figurowe - łyżwiarstwo szybkie - narciarstwo alpejskie - skoki narciarskie |

### Dyscypliny pokazowe
- curling bawarski
- patrol wojskowy

## Klasyfikacja medalowa
| Klasyfikacja medalowa według państw | Klasyfikacja medalowa według państw | Klasyfikacja medalowa według państw | Klasyfikacja medalowa według państw | Klasyfikacja medalowa według państw |        |
|                                     | państwo                             | złote                               | srebrne                             | brązowe                             | ogółem |
| ----------------------------------- | ----------------------------------- | ----------------------------------- | ----------------------------------- | ----------------------------------- | ------ |
| 1.                                  | Norwegia                            | 7                                   | 5                                   | 3                                   | 15     |
| 2.                                  | III Rzesza                          | 3                                   | 3                                   | 0                                   | 6      |
| 3.                                  | Szwecja                             | 2                                   | 2                                   | 3                                   | 7      |
| 4.                                  | Finlandia                           | 1                                   | 2                                   | 3                                   | 6      |
| 5.                                  | Szwajcaria                          | 1                                   | 2                                   | 0                                   | 3      |
| 6.                                  | Austria                             | 1                                   | 1                                   | 2                                   | 4      |
| 7.                                  | Wielka Brytania                     | 1                                   | 1                                   | 1                                   | 3      |
| 8.                                  | Stany Zjednoczone                   | 1                                   | 0                                   | 3                                   | 4      |
| 9.                                  | Kanada                              | 0                                   | 1                                   | 0                                   | 1      |
| 10.                                 | Francja                             | 0                                   | 0                                   | 1                                   | 1      |
|                                     | Węgry                               | 0                                   | 0                                   | 1                                   | 1      |